# Церковь Святого Михаила (Сынковичи)

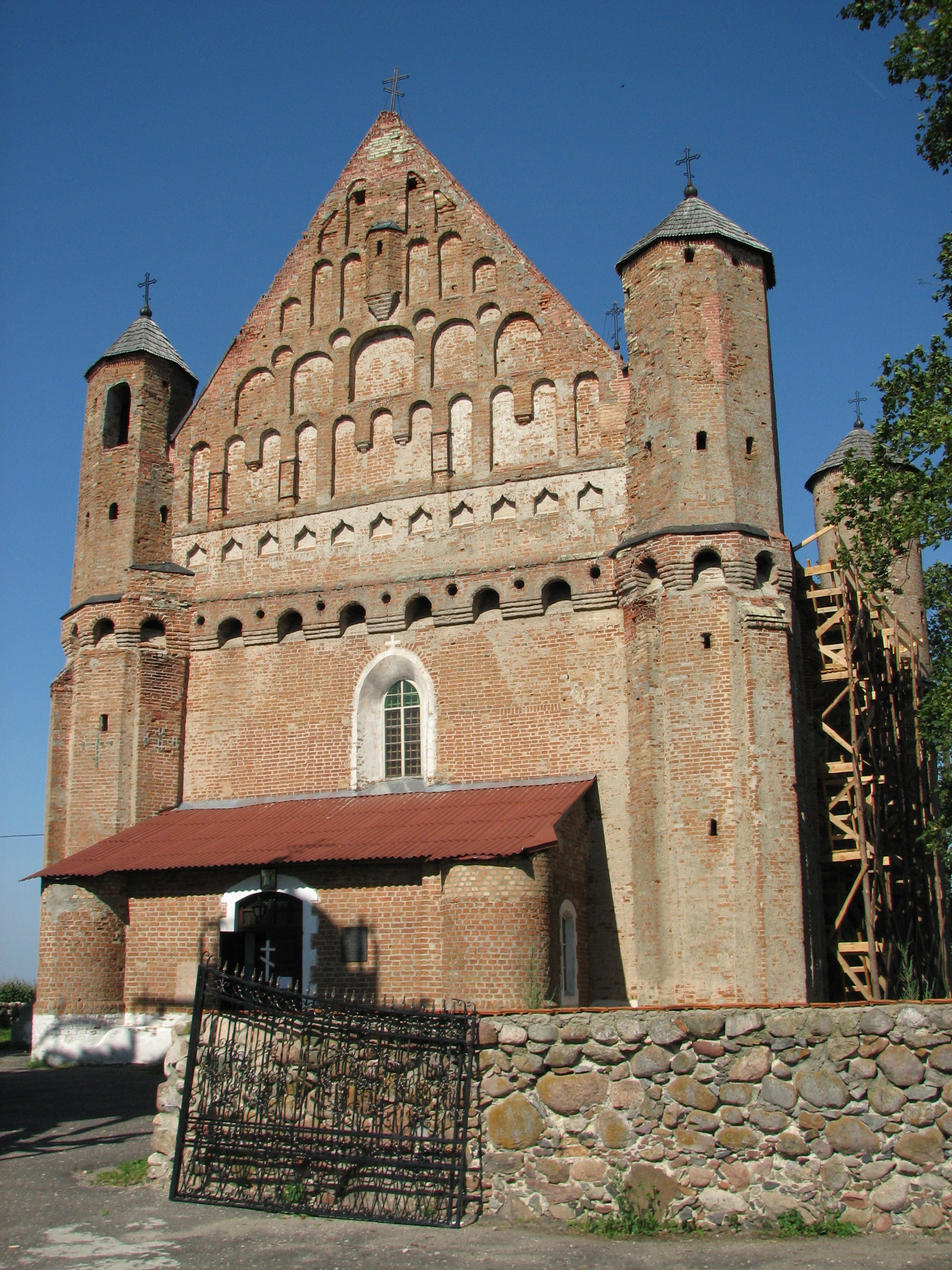
Михайловская церковь в Сынковичах

Церковь Святого Архангела Михаила (Михайловская церковь) — церковь в деревне Сынковичи, один из самых ранних готических православных храмов Беларуси.
Включена в предварительный Список объектов всемирного наследия ЮНЕСКО в Беларуси.

## Расположение
Церковь находится на северной окраине деревни Сынковичи Зельвенского района Гродненской области Республики Беларусь, в 15 км на запад от Слонима.

## История
Существует легенда, что Сынковичскую церковь основал великий князь Витовт в благодарность за то, что в местных лесах он спасся от погони Ягайло. 
Современные искусствоведы и историки архитектуры полагали, что храм был построен в начале XVI века, возможно, на средства великого гетмана Литовского Константина Острожского, фундатора похожих Троицкой и Пречистенской церквей в Вильне. 
Однако недавние реставрационные работы показали, что постройка относится к 1320 году. 
Археологические изыскания показали, что первоначально на месте ныне существующей церкви был возведен замок. Он был построен на возвышении посреди топкого болота при слиянии нескольких ручьев. 
К началу XV века от замка остались лишь развалины и на его месте по распоряжению князя Витовта была построена хорошо укрепленная церковь-крепость с четырьмя боевыми башнями по углам.
В 1407 году церковь была освящена в присутствии князя.

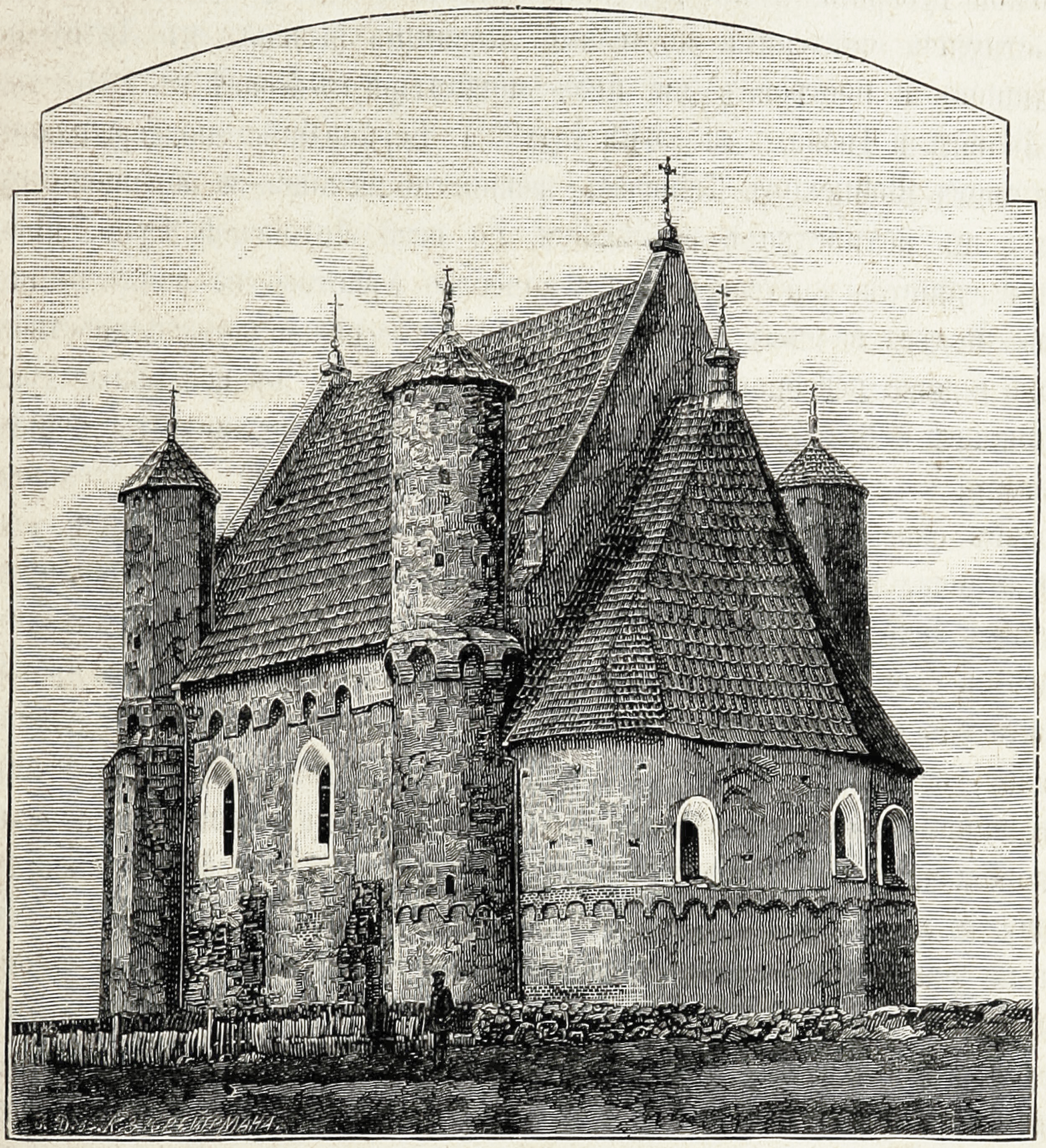
Сынковичeская церковь в XIX веке

В 1880 — 1881 годах на храме заменена кровля, построен притвор и купол над апсидой, а купол над центральной частью — разобран. 
В 1891 году перед храмом возведена бутово-кирпичная двухъярусная четырёхгранная колокольня, реконструированная в 2007 году. 
В 1926 году церковь стала филиалом новициата иезуитской миссии в Альбертине (Слоним) и центром греко-католического прихода. 
После установления Советской власти церковь была закрыта. Вновь открыта как православная весной 1989 года.

## Архитектура
Памятник культово-оборонительной позднеготическо-ренессансной архитектуры, одна из первых церквей-крепостей в Великом княжестве Литовском. 
В плане напоминает древнерусские четырёхстолпные крестово-купольные храмы. Объёмно-пространственная структура носит иной характер — она является трёхнефной четырёхстолповой базиликой с ренессансным фасадным щипцом.
Трёхапсидный храм в плане напоминает перекошенный прямоугольник, фланкированный по углам четырьмя оборонительными башнями, восьмигранными на главном фасаде и круглыми на тыльном. В карнизной части проходит пояс круглых бойниц и арочных машикулей. Высокая двускатная крыша на торцах закрыта могучими остроугольными щитами, украшенными ярусами оштукатуренных аркатур. Ниши побелены, что на фоне краснокирпичной кладки создает активную цветовую гамму.
Зал храма четырьмя восьмигранными столпами расчленён на три нефа, перекрытых крестовыми сводами с декоративными готическими нервюрами. Центральная и северная апсиды перекрыты крестовыми сводами, южная — звёздчатым. Оштукатуренные стены расчленены лопатками, которые объединены со столпами арками. Внутри башен витые лестницы соединяют зал с чердаком, на котором размещался оборонительный ярус церкви.

## Современное состояние
По состоянию на 2010 год на реставрацию интерьера храма государство не выделяет деньги, поэтому настоятель храма отец Арсений (Ананько) снимал синюю масляную краску, которой было окрашено помещение за счет средств прихода. В 2012 — 2013 годах во внутренней части церкви была снята масляная краска для дальнейшей реконструкции. Работами руководил известный белорусский художник-реставратор Алесь Пушкин. Под краской обнаружены граффити XVI века и росписи 1872 года. После снятия краски Алесь Пушкин оштукатурит стены и потолки, после чего будет расписывать эти участки фресками.

## Святыни
- Чтимый список иконы Божией Матери «Всецарица»[5]

### Беларусь

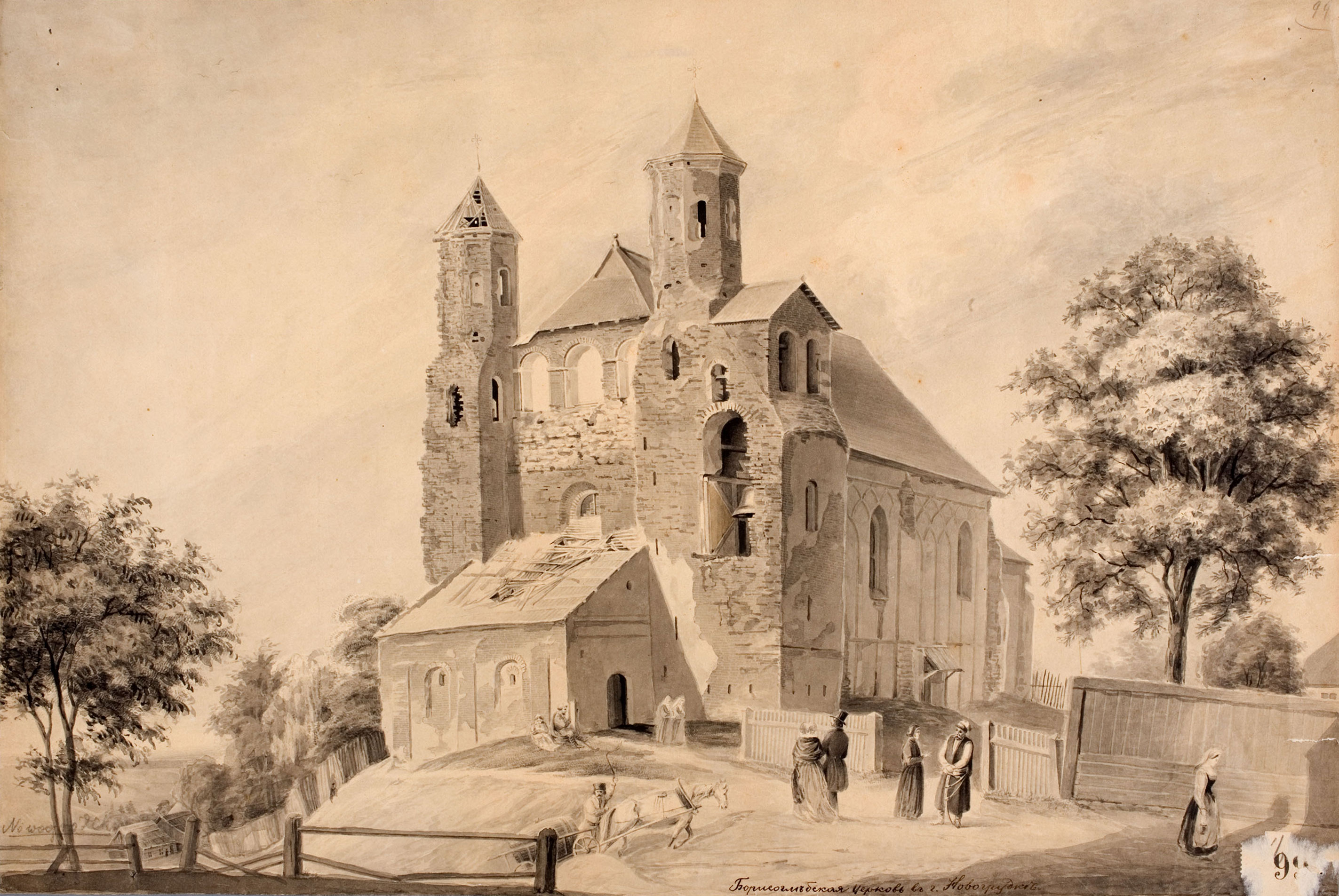
Борисоглебская церковь

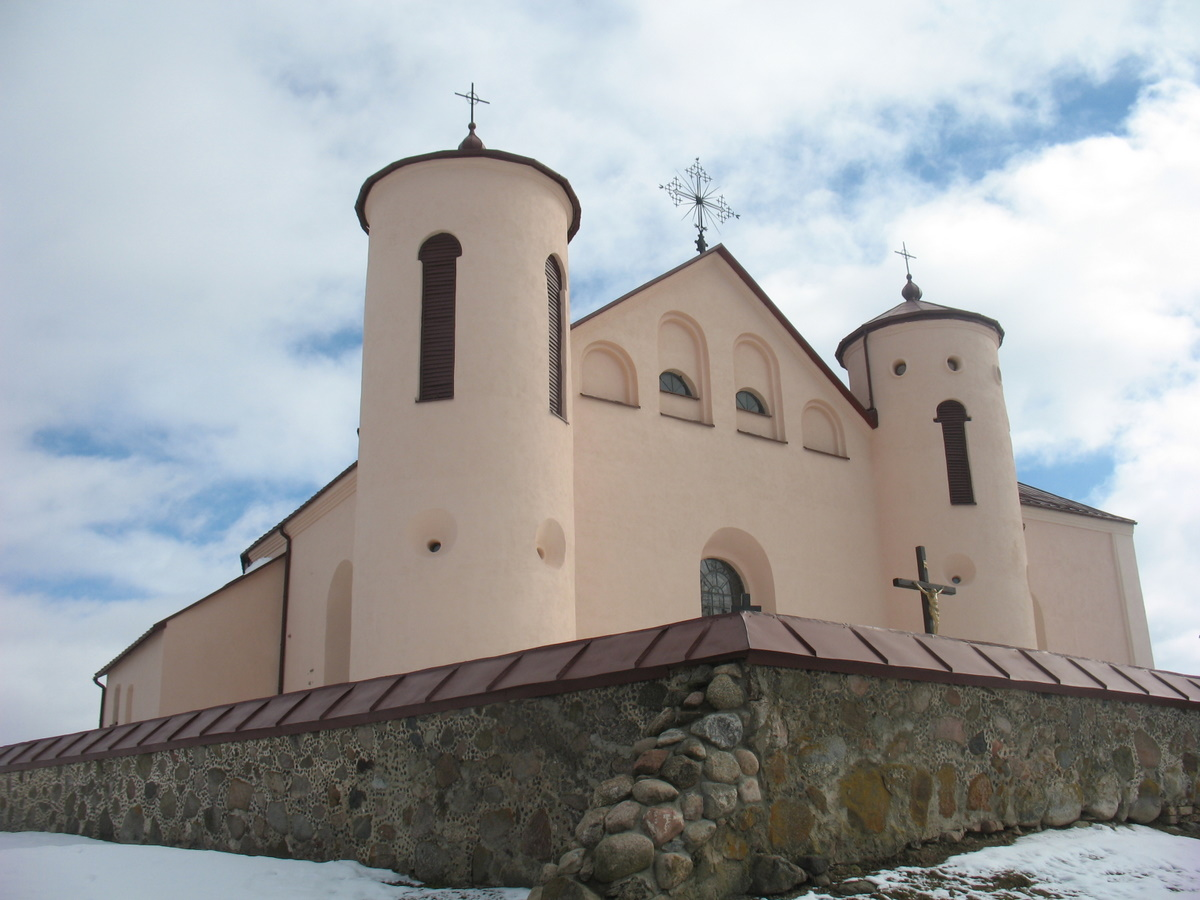
Костел Иоанна Крестителя

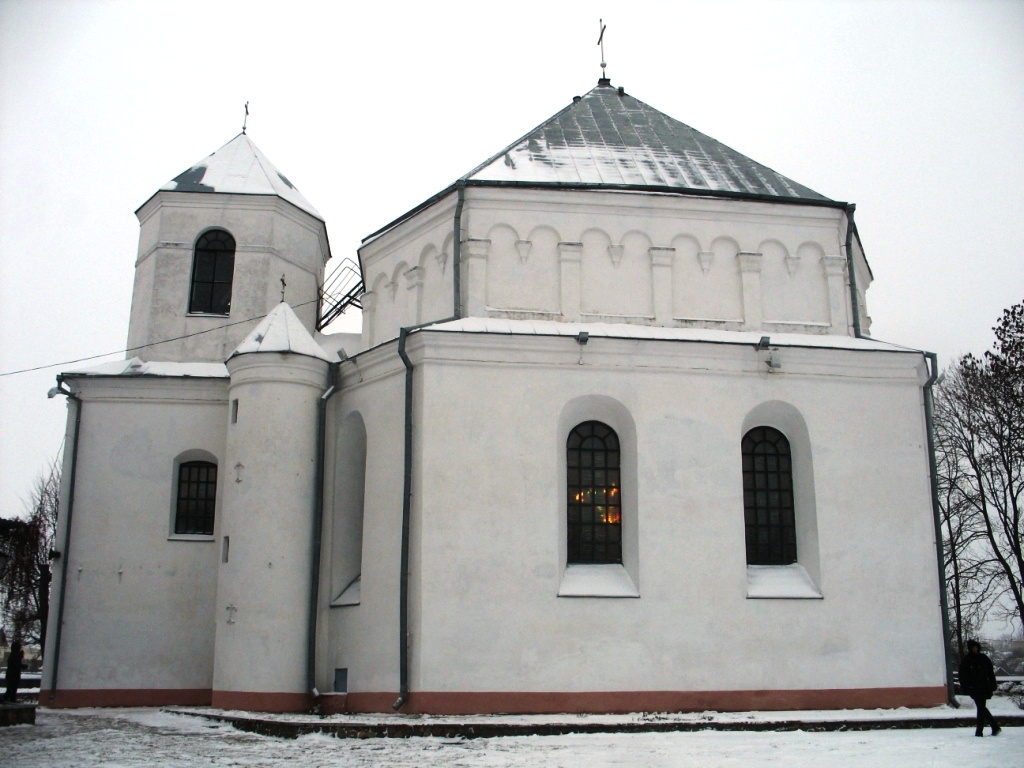
Костел Михаила Архангела

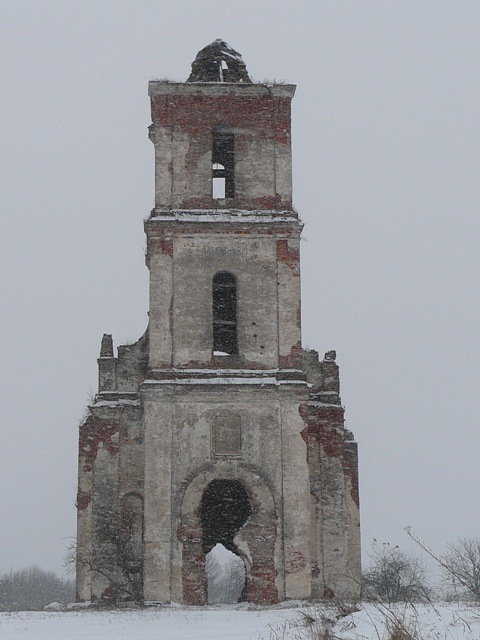
Свято-Троицкая церковь

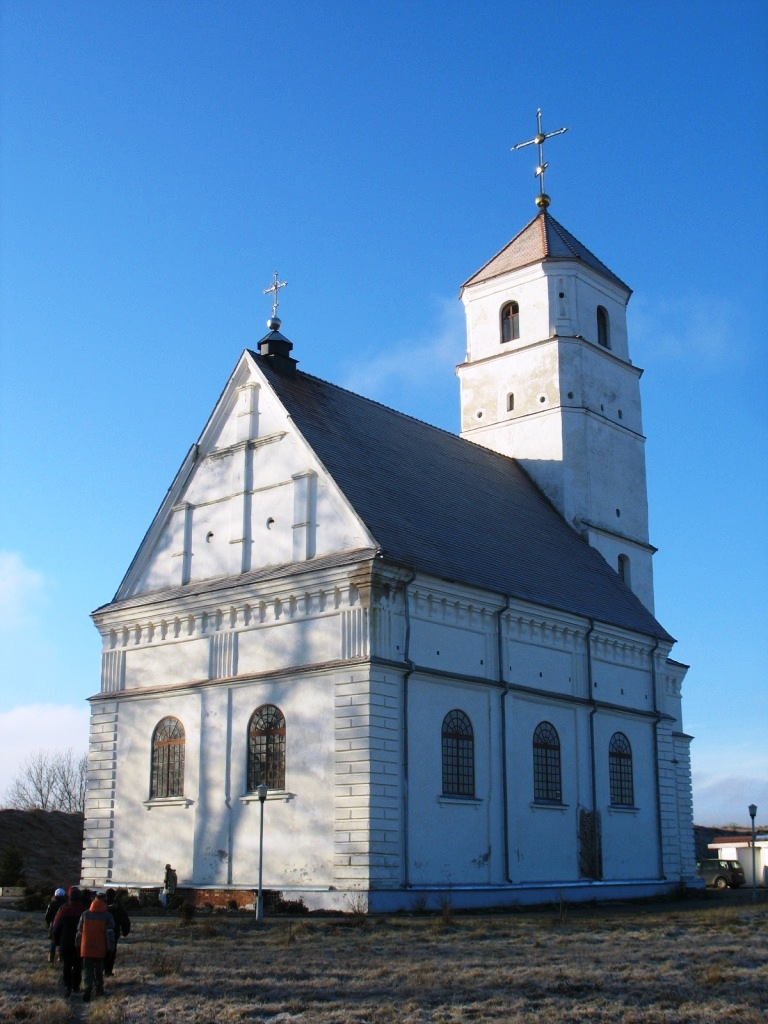
Спасо-Преображенская церковь

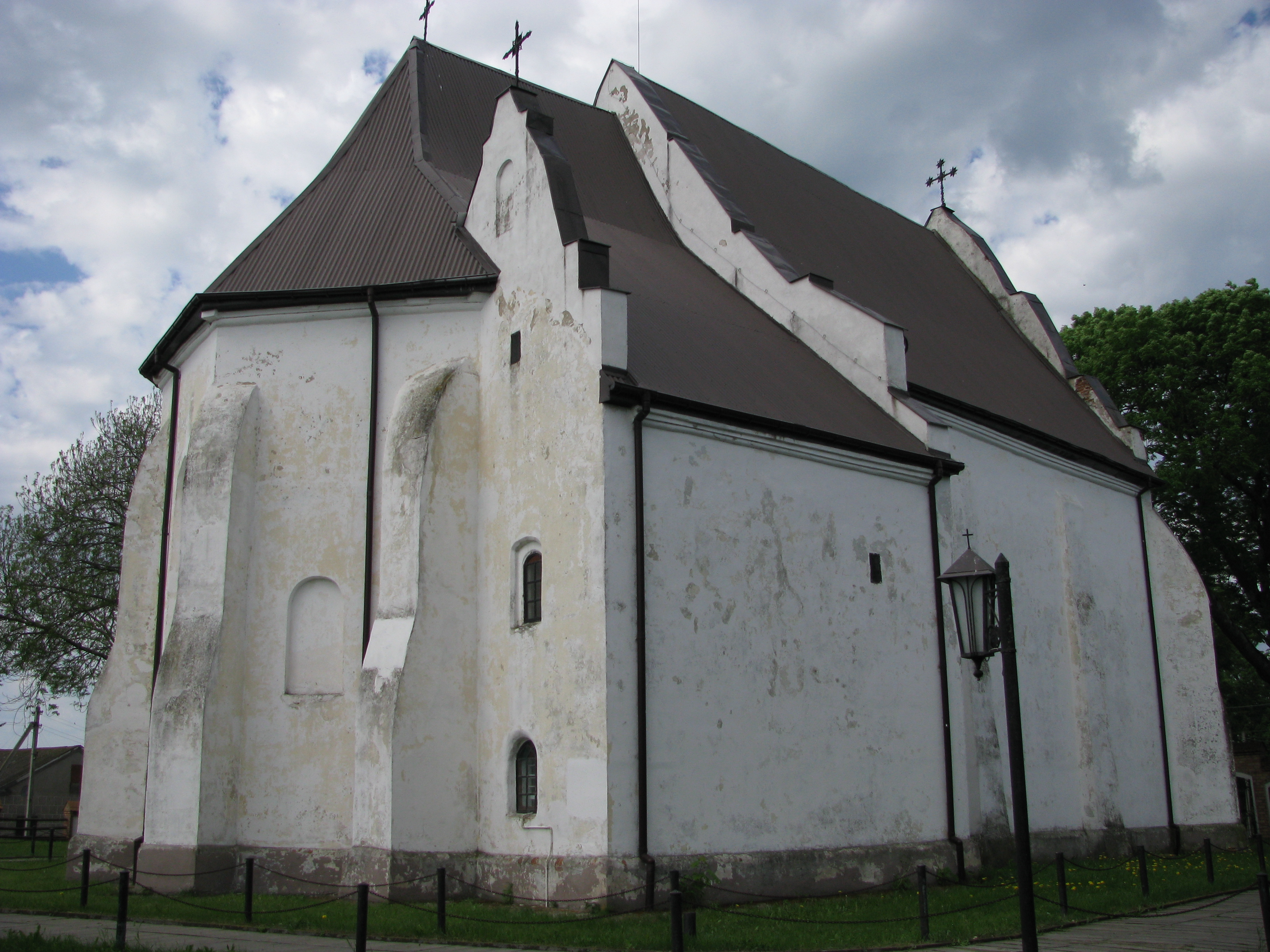
Троицкий костел
в Ишкольде

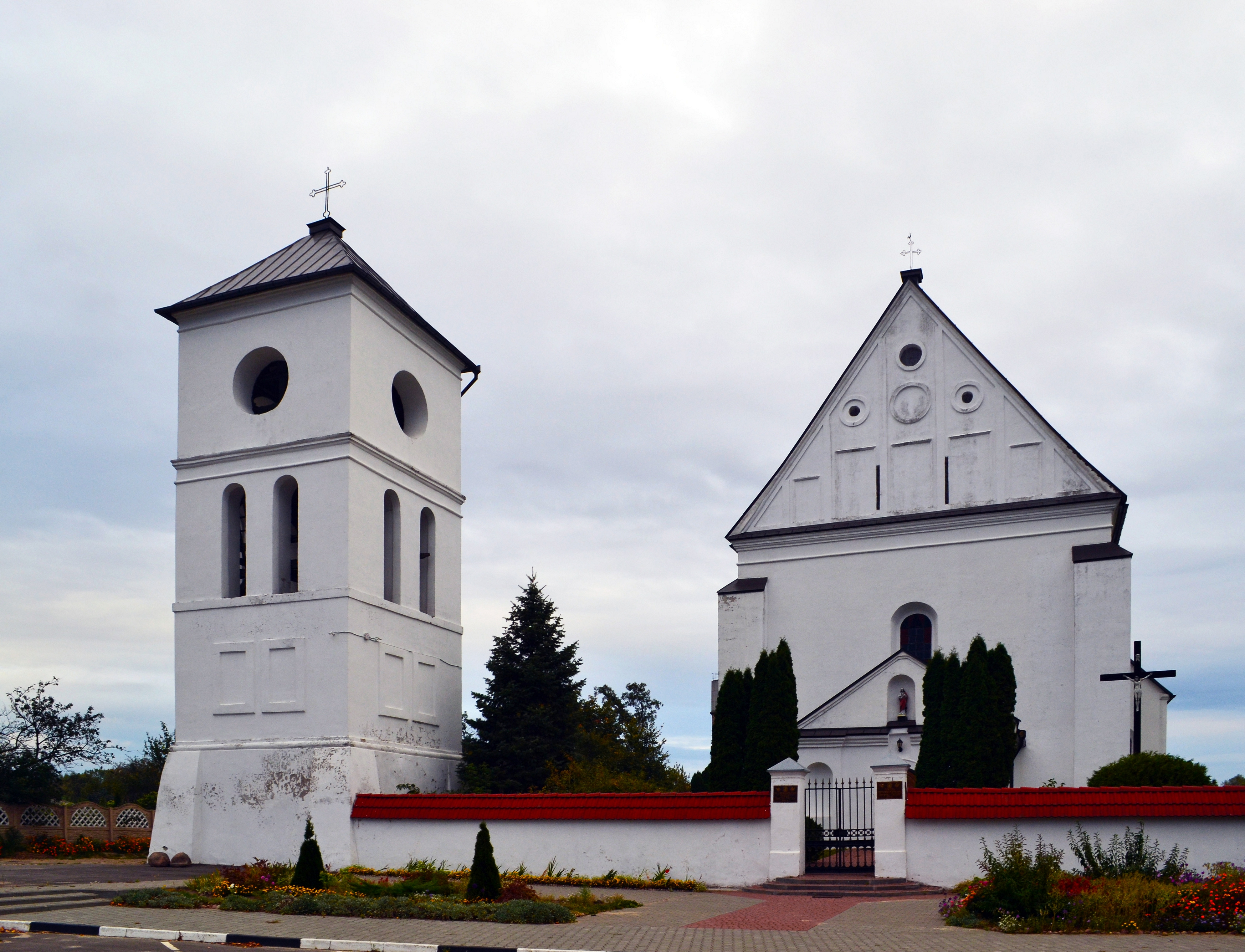
Троицкий костел
в Чернавчицах

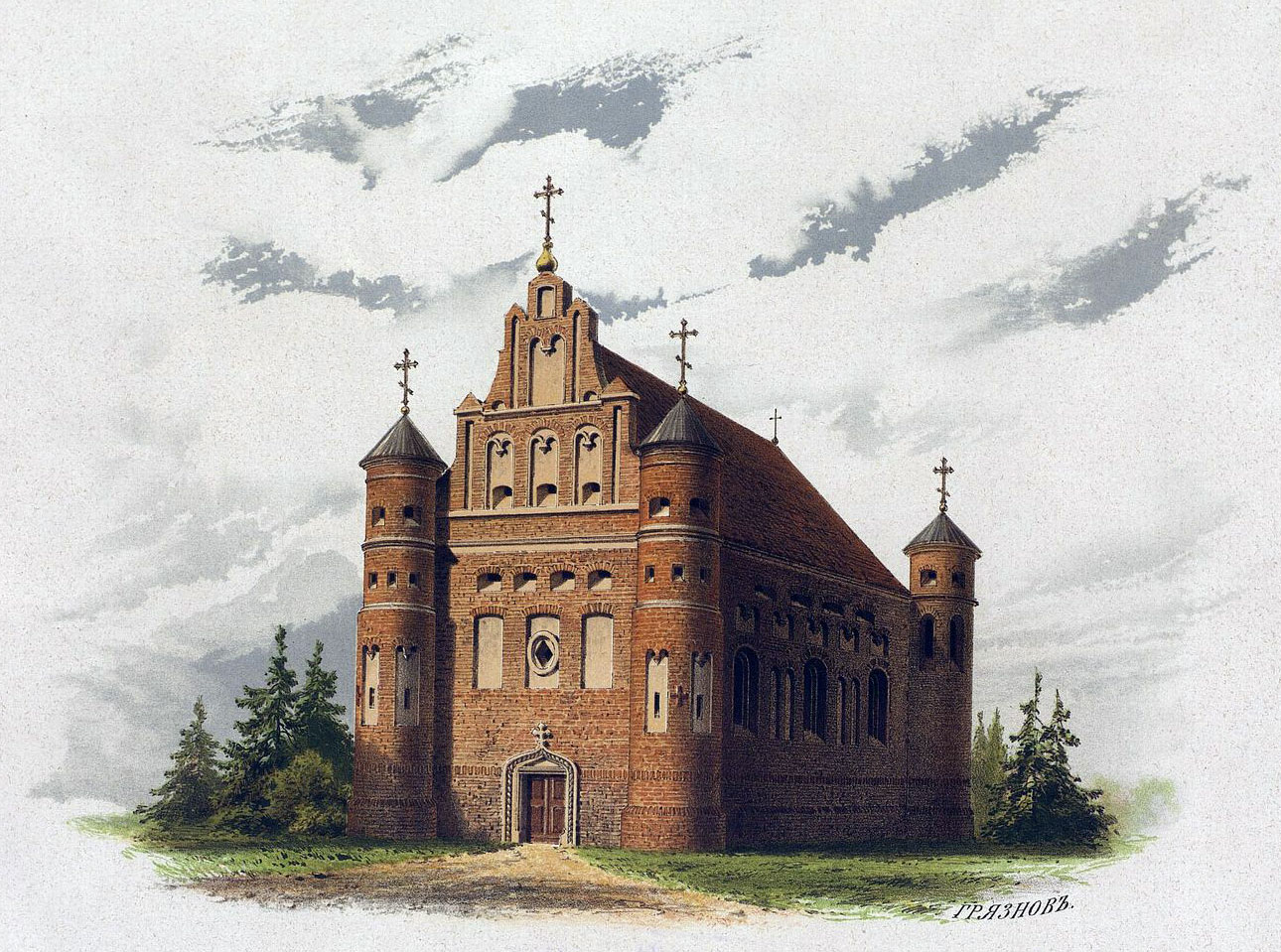
Церковь Рождества Богородицы

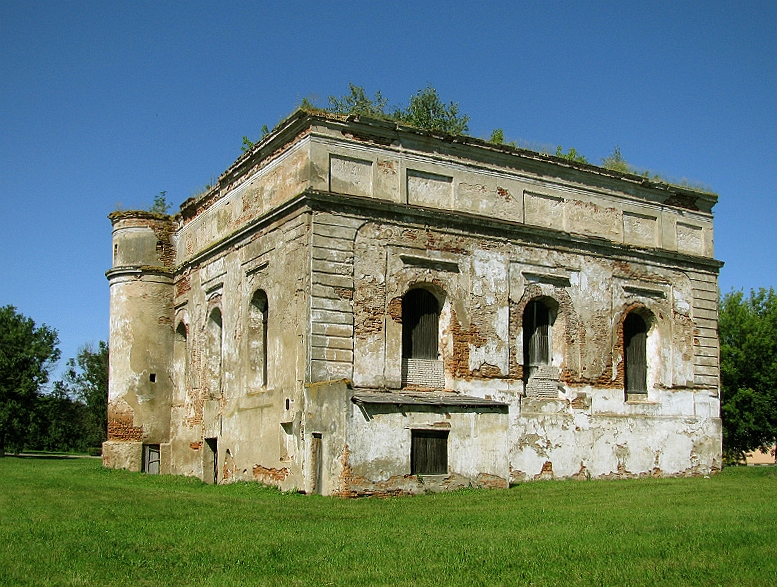
Синагога в Быхове

### Польша

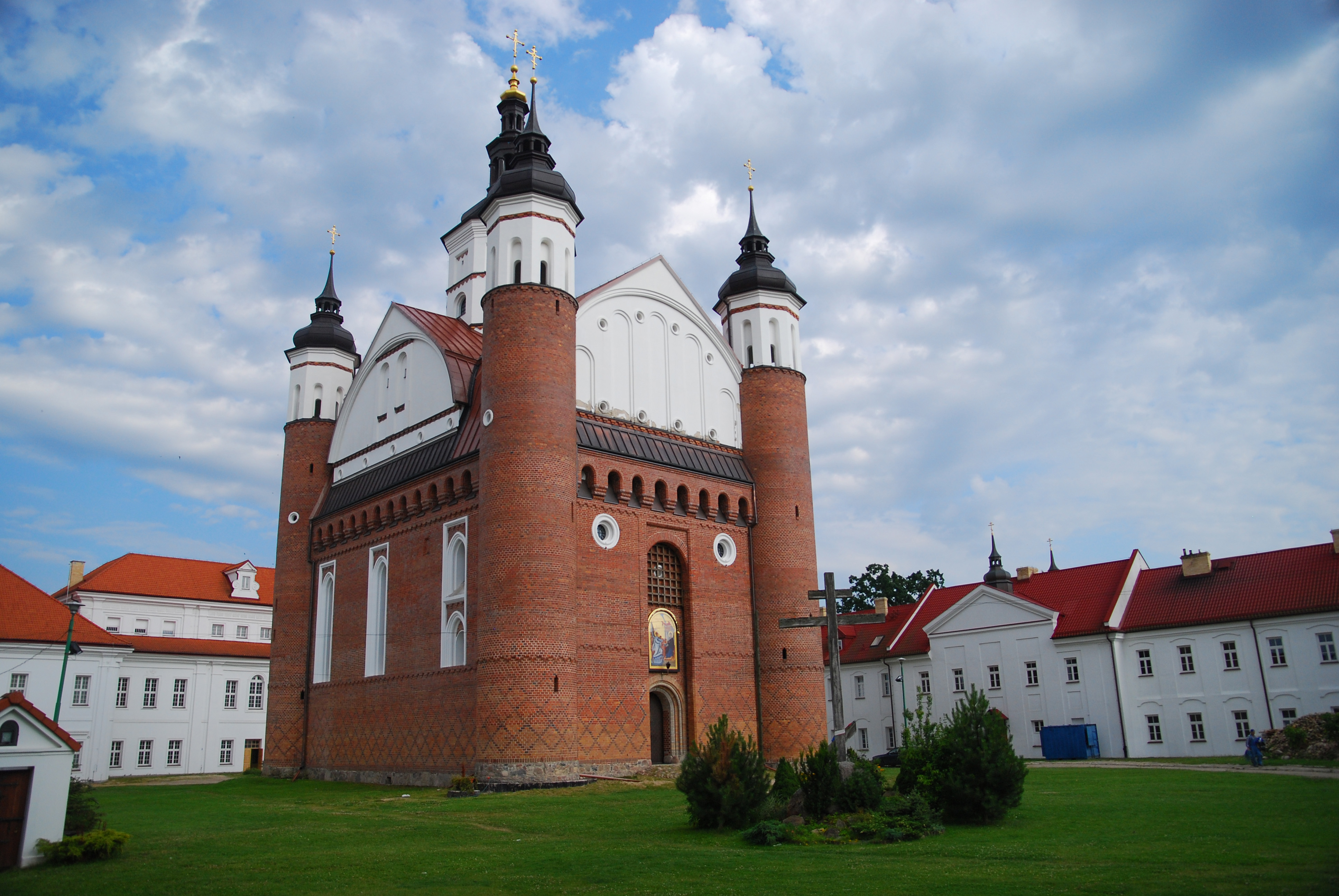
Благовещенский собор
в Супрасле

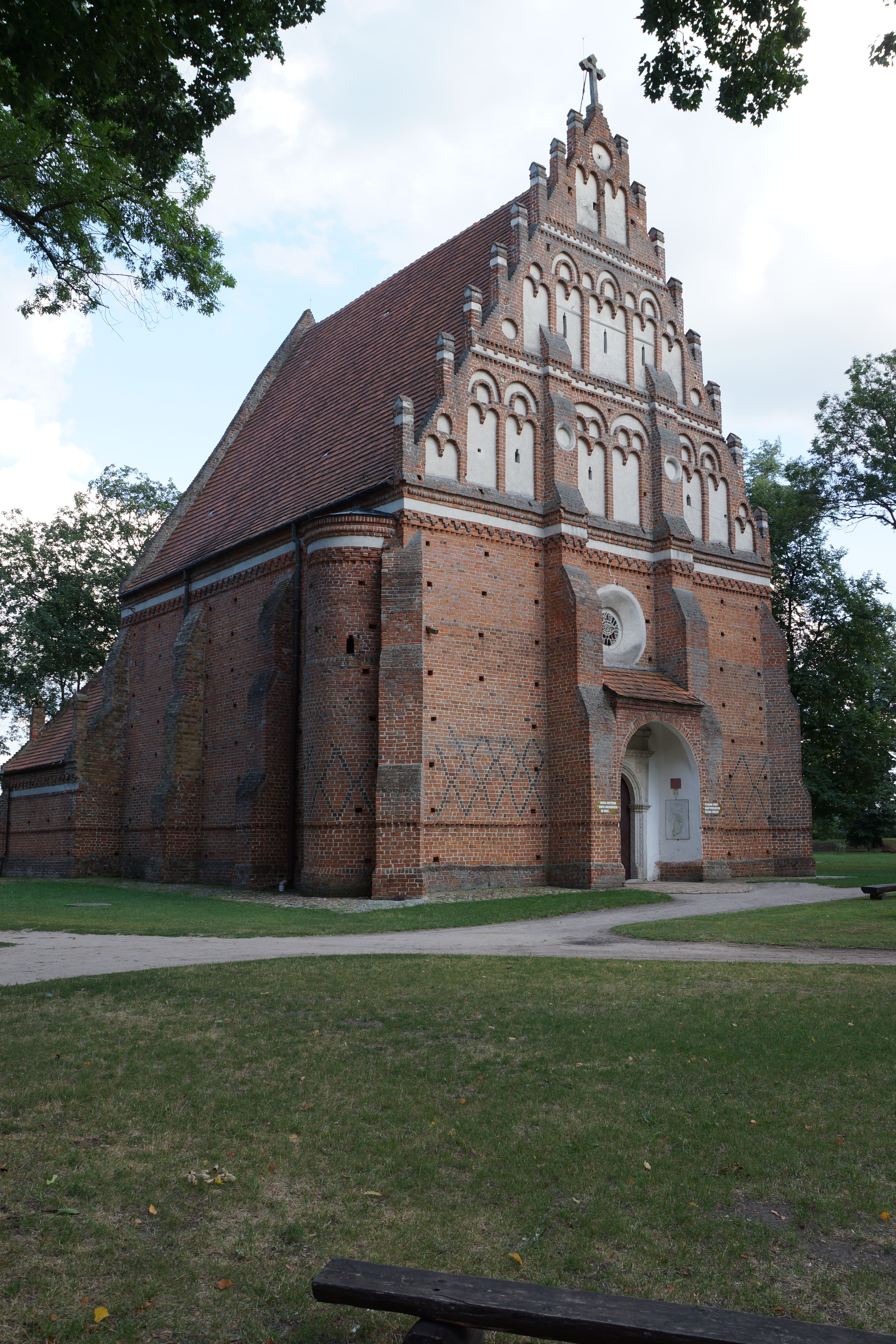
Церковь Святого Духа
в Кодене